# هنري إنغلهارد
هنري إنغلهارد (بالإنجليزية: Henry Engelhardt)‏ هو رائد أعمال بريطاني، ولد في 17 يناير 1958 في شيكاغو في الولايات المتحدة.